# Schwarzer Olivenbaum
Der Schwarze Olivenbaum (Bucida buceras) oder der Seidenährige, Glattblättrige Kuhhornbaum, Kuhhorn, Grignon, Mangle(baum), ist eine Pflanzenart aus der Gattung Bucida in der Familie der Flügelsamengewächse (Combretaceae). Er ist in der Neotropis verbreitet. 
Die englischen Trivialnamen Black olive, Wild olive oder Olive bark, sind nicht klar woher sie stammen, denn die Früchte  des Olivenbaums sind vollkommen verschieden. Auch wird er mit French oak bezeichnet, weil er einer Eiche an Größe, Stärke und Alter gleicht. Eichen und Oliven gehören aber zu anderen Pflanzenfamilien.

## Beschreibung und Ökologie

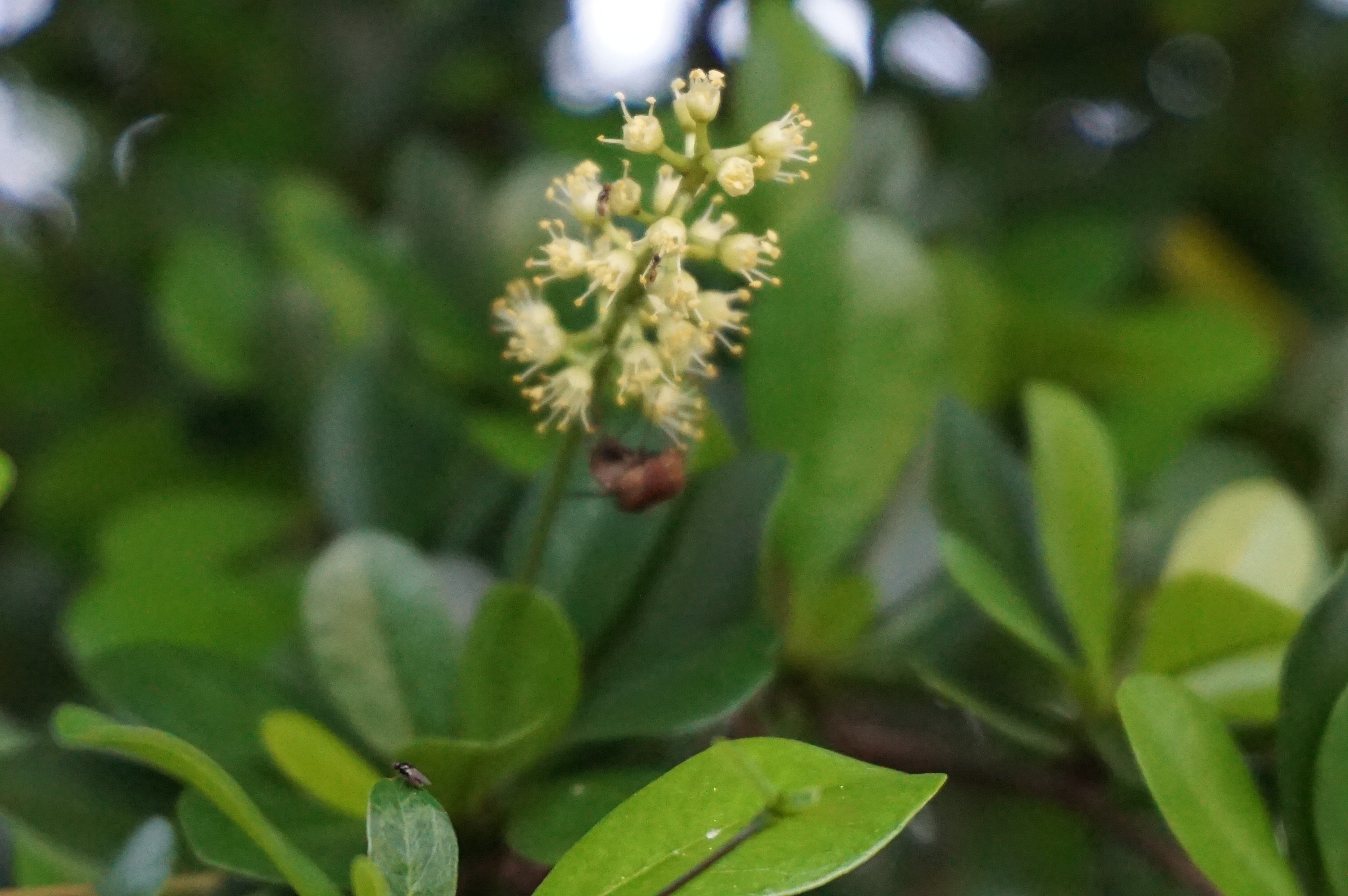
Blütenstand

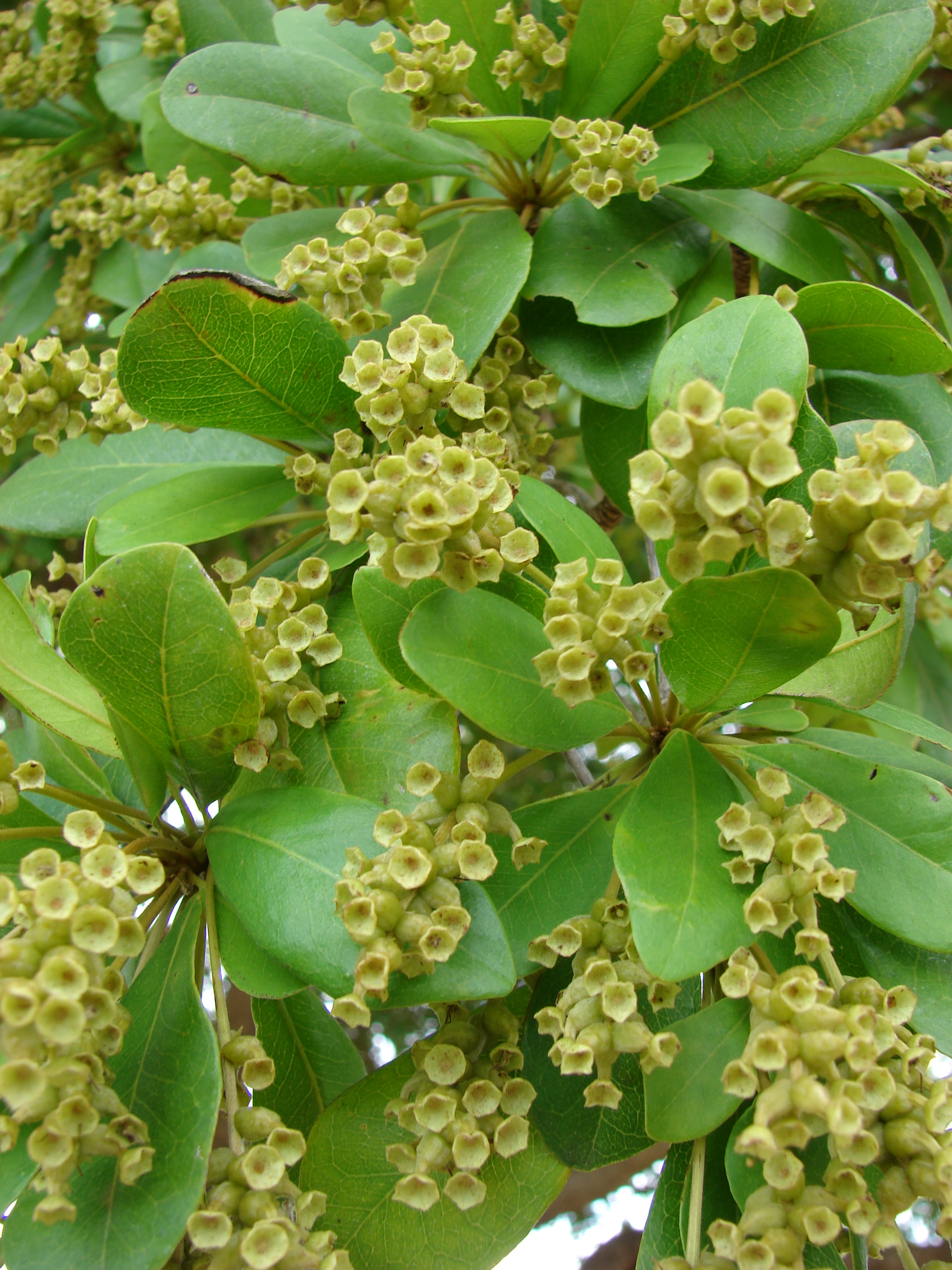
Laubblätter und junge Früchte

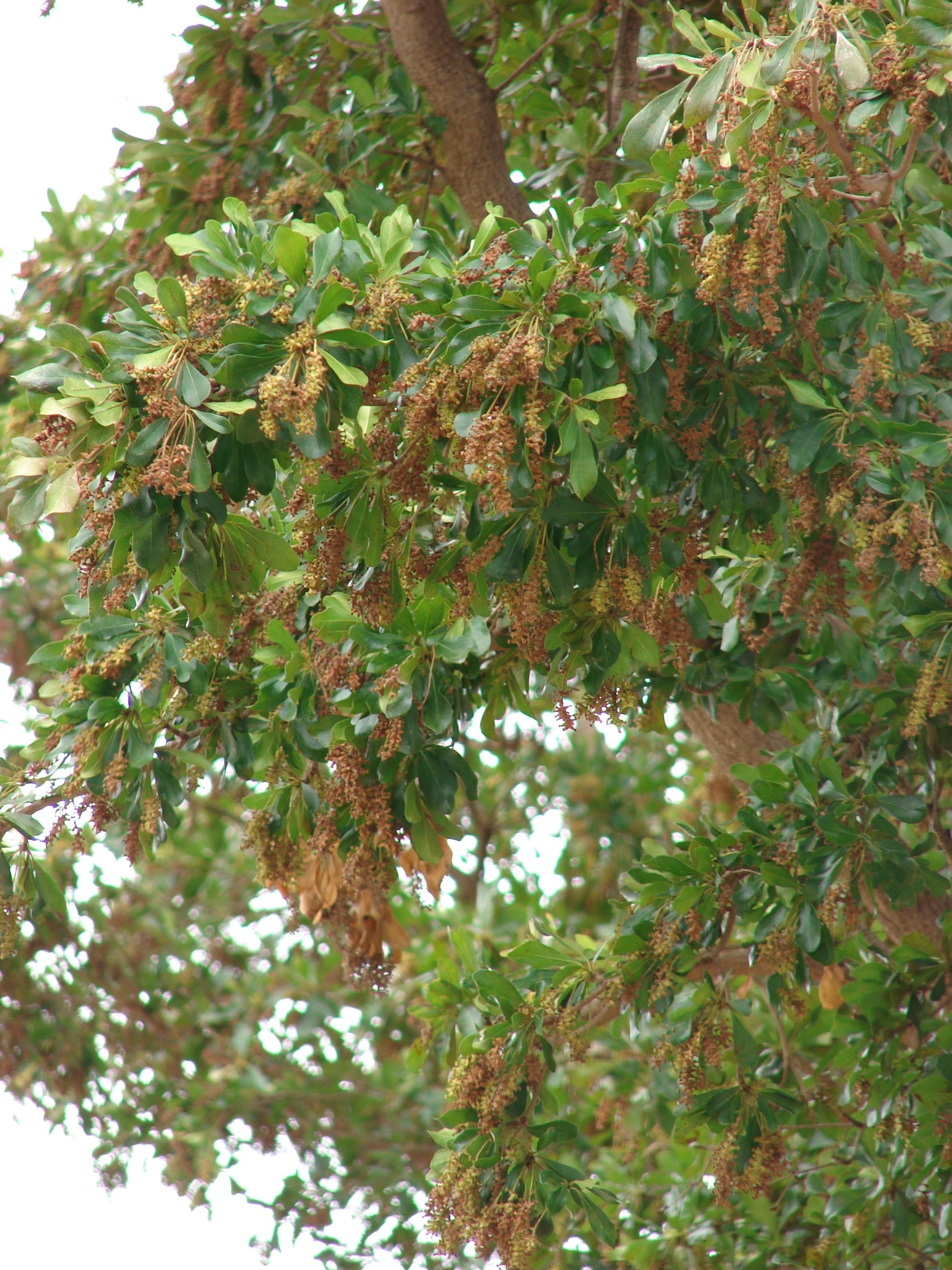
Fruchtstände

### Erscheinungsbild und Blatt
Diese Art wächst als halbimmergrüner Baum mit kurzem Stamm und erreicht Wuchshöhen von meist 20, selten, unter günstigen Bedingungen als Waldbaum auch über 30 Meter und maximale Stammdurchmesser von 1 bis 1,8 Metern. Die Borke ist gräulich bis bräunlich, bei kleinen Bäumen sehr dünn (1,2 bis 2,2 Zentimeter) und wird erst bei alten Bäumen, dick, rissig und schuppig bis abblätternd. Der Baum verliert nur bei längeren Trockenzeiten die Blätter. Jüngere Exemplare können an den Zweigen Dornen aufweisen.
Die wechselständig, schraubig an den Enden kurzer Zweige angeordneten Laubblätter sind in Blattstiel und -spreite gegliedert. Der fast kahle Blattstiel ist 6 bis 18 Millimeter lang, er hat zwei Drüsen. Die ganzrandige, leicht ledrige und fast kahle, stumpfe bis eingebuchtete Blattspreite ist bei einer Länge von 2,5 bis 9,5 Zentimetern sowie einer Breite von 1,5 bis 6,5 Zentimetern meist verkehrt-eiförmig, spatelförmig. Die unterseits hellere Spreite ist anfangs behaart und verkahlend. Der Blattrand ist öfters knapp umgebogen.

### Blütenstand und Blüte
Die Blütezeit des Baums erstreckt sich praktisch über das ganze Jahr. Die Blüten stehen an kurzen, achselständigen, fein behaarten und ährigen Blütenständen. Die duftenden, weißlichen bis gelben Blüten sind meist zwittrig und protogyn, als vorweiblich. Die kleinen, sitzenden Blüten sind 6 bis 9 Millimeter lang sowie 6 bis 12 Millimeter breit und fünfzählig mit einfacher Blütenhülle. Der fein behaarte und zweiteilige Blütenbecher ist im unteren Teil länglich, im oberen becherförmig, die Kronblätter fehlen. Der gelappte Diskus und der verwachsene, fünfzähnige Kelch sie sind etwas behaart. Es sind zwei asynchrone Kreise mit je fünf relativ kurzen, vorstehenden Staubblättern vorhanden, die äußeren, kürzeren entfalten sich früher. Der unterständige Stempel hat einen einfächerigen Fruchtknoten. Der kurze, mehr oder weniger behaarte Griffel ist konisch.

### Frucht und Samen
Die kleinen, holzigen, nur bis 9 Millimeter langen, rippigen und einsamigen, rotbraunen, eiförmigen Steinfrüchte mit beständigem Blütenbecher und Kelch an der Spitze sind fein behaart. Das Perikarp ist trocken oder leicht fleischig. Das Tausendkorngewicht liegt etwa bei 26 g. Die Früchte können durch Gallmilben parasitiert werden und bilden dann lange, hornförmige, gekrümmte Gallen aus, die bis über 15 Zentimeter lang werden können. Ein englischer Trivialname ist deshalb auch „Oxhorn bucida“.

## Vorkommen
Der Baum ist vom südlichen Mexiko über Zentralamerika bis Panama und auf den karibischen Inseln Kuba, Hispaniola, Puerto Rico, Jamaika, den Bahamas sowie den Kleinen Antillen, an der Karibikküste Kolumbiens, an den Küsten Venezuelas sowie Guyanas weitverbreitet. Er wächst meist in Küstennähe, meist auf trockenen, oft salzhaltigen Standorten, in Zentralamerika auch bis in Höhenlagen von mehreren hundert Metern.
In Südflorida ist er als Straßen- und Parkbaum vom Menschen eingeführt worden.

## Taxonomie
Die Erstveröffentlichung von Bucida buceras erfolgte 1759 durch Carl von Linné in Systema Naturae, Editio Decima 2: 1025.
Synonyme für Bucida buceras L. sind: Bucida wigginsiana Miranda, Myrobalanus buceras (L.) Kuntze, Terminalia buceras (L.) C.Wright.
Aktuell besteht die Tendenz, die Gattung Bucida aufzugeben und sie zu Terminalia zu stellen.

## Nutzung
Das dunkle Holz ist hart, schwer, dauerhaft und termitenresistent und wird im Schiff- und Brückenbau, für die Herstellung von Dielen, Zaunpfählen, Toren und Werkbänken, sowie zur Gewinnung von Holzkohle genutzt. Es ist bekannt als Jucaro.
Die tanninhaltige Rinde wurde zum Gerben verwendet.
Der Baum wird wegen seiner Unempfindlichkeit gegen Dürre, Wind und Salzwassergischt  als schattenspendender Straßen-, Park- und Gartenbaum angepflanzt, vor allem in Florida und auf den karibischen Inseln.